# Александровська Лариса Помпеївна
Лари́са Помпе́ївна Александро́вська (біл. Ларыса Пампееўна Александроўская; 2 лютого 1904, Мінськ — 23 травня 1980, Мінськ) — білоруська радянська оперна співачка, театральний режисер, політичний та громадський діяч. У 1946—1976 роках — голова президії правління Білоруського театрального товариства. Народна артистка СРСР; лавреат Сталінської премії II ступеня; відзначена трьома орденами Леніна та орденом Трудового Червоного Прапора.

## Біографічні відомості
Народилася 2 [15] лютого 1904 року в місті Мінську (нині Білорусь). Її перший сольний виступ відбувся 1920 року в театрі Головного політико-просвітницького комітету Західного фронту. Здобувала мистецьку освіту в 1924—1928 роках у Білоруському музичному технікумі, надалі, протягом 1930—1933 років, — у Мінській державній студії опери та балету, де серед її педагогів були Василь Цвєтков, Антон Боначич. Після здобуття освіти, до 1951 року, виконувала вокальні музичні твори у Білоруському театрі опери та балету, а з 1951 по 1960 рік там же обіймала посаду головного режисера.
Член ВКП(б) з 1942 року. Обиралася депутатом Верховної Ради СРСР 2–4-го скликань (1946—1954 роки) та Верховної Ради БРСР 3–5 скликань (1951—1963 роки). У 1952 році стала кандидатом у члени Центрального комітету Комуністичної партії Білорусії.
З 1954 по 1980 рік мешкала у Мінську в будинку на вулиці Захарова, № 27, про що свідчить меморіальна дошка, встановлена 1981 року на фасаді будівлі. Померла у Мінську 23 травня 1980 року. Похована у Мінську на Східному цвинтарі (53°56′26″ пн. ш. 27°39′41″ сх. д. / 53.94056° пн. ш. 27.66139° сх. д.).

## Творчість
Перша виконавиця партій
- Марисі («Михась Подгорний» [be]; 1939) та Олесі («Олеся»; 1944) Євгена Тикоцького[2];
- Надійка («Квітка щастя»; 1940) Олексія Туранкова[6];
- Марії Греготович («Кастусь Калиновський»; 1947) Дмитра Лукаса[2].

Головні партії
- Кармен («Кармен» Жоржа Бізе)[2];
- Тетяна, Ліза та Графиня («Євгеній Онєгін» та «Винова краля» Петра Чайковського)[2];
- Ярославна, Кончаківна («Князь Ігор» Олександра Бородіна)[2];
- Любаша («Царська наречена» Миколи Римського-Корсакова)[2];
- Аксинья («Тихий Дон» Івана Дзержинського)[2];
- Наташа («Русалка» Олександра Даргомижського)[6];
- Маргарита (Фауст Шарля Гуно)[6];
- Оксана, Одарка («Запорожець за Дунаєм» Семена Гулака-Артемовського)[5].

Поставила опери
- «Страшний двір» [be] Станіслава Монюшко[2];
- «Дівчина з Полісся» (1953) та «Михась Подгорний» (1957) Євгена Тикоцького[2];
- «Аїда» Джузеппе Верді (1953)[2];
- «Борис Годунов» Модеста Мусоргського (1954)[2];
- «Надія Дурова» [be] Анатолія Богатирьова (1956)[2];
- «Ясний світанок» [be] Олексія Туранкова (1958)[2];
- «Винова краля» (1960)
- «Запорожець за Дунаєм» Семена Гулака-Артемовського.

Відома як виконавиця білоруських та українських народних пісень.

## У митстецтві

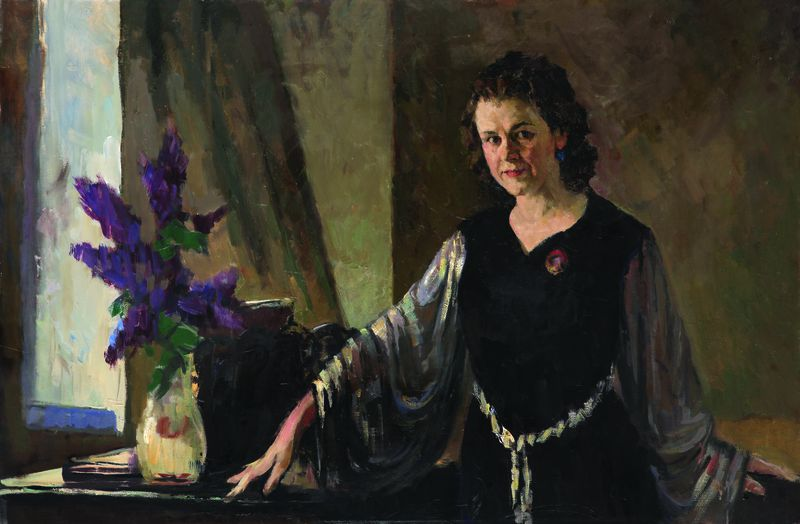
Портрет роботи Івана Ахремчика.

- 1963 року її живописний портрет виконав білоруський радянський художник Іван Ахремчик[f][7]

## Вшанування
- 1980 року ім'я артистки присвоєне Мінській музичній школі № 1[2];
- 1981 року на фасаді будинку, де мешкала співачка, всатоновлено меморіальну таблицю[2].

## Виноски
1. ↑  за юліанським календарем.
2. ↑  сопрано
3. ↑  здобула звання у 1940 році
4. ↑  за 1941 рік
5. ↑  наказ Президії Верховної Ради СРСР № 216/3 від 1 січня 1944 року[3]
6. ↑  зберігається у Національному музеї мистецтв Білорусі